# Kedyw
Kedyw var en polsk underjordisk motståndsrörelse under andra världskriget. Den bildades i januari 1943 av organisationerna Związek Odwetu och Wachlarz. Kedyws medlemmar utförde bland annat sabotage mot järnvägar, broar och vapenfabriker.